# Effet multiplicateur du crédit
Dans le contexte historique du système dit de réserves fractionnaires, l’expansion monétaire est en partie la conséquence de l’effet multiplicateur du crédit. Ce terme désigne le rapport existant entre l'augmentation de monnaie centrale (voir base monétaire) nouvellement émise par la banque centrale (BC) et la quantité de monnaie issue du crédit accordé par les établissements de crédit permise par cette augmentation.

## Principe
Une banque commerciale crée de la monnaie à l'instant où elle conclut un contrat de prêt avec un emprunteur (voir création monétaire pour plus de détails). Il s'agit d'une monnaie écriture (la monnaie scripturale). La banque crédite alors le compte de l'emprunteur d'une certaine somme d'argent en échange d'une créance : c'est la monétisation d'un actif.
Mais la banque commerciale est tenue à un certain nombre de règles formelles et prudentielles dans le cadre d'accords internationaux (Bâle III) qui limitent son pouvoir de création monétaire. Ces accords supplantent largement le fait qu'elle devait disposer en banque centrale d'un pourcentage déterminé des dépôts de ses clients (les réserves obligatoires, noté {\displaystyle r}). Ces réserves, bien que continuant à exister réglementairement sont en pratique devenues minimes, voire nulles pour certaines banques centrales. En effet, le blocage d'argent à la banque centrale, loin de constituer une sécurité, exposait plutôt au risque d'illiquidité. De surcroît, les banques commerciales ne sont pas incitées à laisser en pension des avoirs trop importants auprès de leur banque centrale, en raison d'un taux de rémunération des dépôts devenu très faible (voire négatif).
La banque doit par ailleurs satisfaire à la demande d’espèces (noté {\displaystyle b}) qu'elle va devoir également se procurer auprès de la banque centrale.
Une partie de la monnaie créée aboutit chez d’autres banques ou organismes financiers lors de paiements. La banque d'origine doit donc collecter de nouveaux dépôts pour se refinancer et ainsi maintenir son équilibre de bilan (gestion actif-passif).
Par les règles qu'elles imposent et surtout par la politique monétaire, la quantité globale de monnaie reste néanmoins sous le contrôle des autorités. Cela justifie une analyse de l'effet multiplicateur en sens inverse : l'approche dite du « diviseur ». Celle-ci considère au contraire que la monnaie est endogène, c'est-à-dire que son évolution est déterminée par les besoins de financement des agents non bancaires ; la causalité est alors inverse, dans le sens de la monnaie nécessaire vers la monnaie « banque centrale ». Le système bancaire, puis in fine la banque centrale, ajuste la quantité de monnaie émise en fonction des besoins. En période de crise, modifiant les habitudes financières (préférence pour la liquidité, etc.), le multiplicateur peut changer alors que le besoin de monnaie subsiste, provoquant un resserrement du crédit (credit crunch), ce qui justifie une augmentation des émissions par les autorités monétaires pour maintenir la quantité de monnaie.

## Mesures et limites

Effet multiplicateur du crédit avec un exemple de 100 € et une réserve de 20 %

Le « multiplicateur de crédit » était traditionnellement défini comme le coefficient mesurant le supplément de crédit dans l’économie résultant d’une augmentation de la « monnaie banque centrale » (la monnaie banque centrale correspond à la monnaie émise par la banque centrale (monnaie fiduciaire) et aux soldes créditeurs des établissements financiers privés auprès de la banque centrale).
Les établissements de crédit sont autorisés par les autorités monétaires à émettre des crédits tant qu'ils disposent de réserves suffisantes en leur possession : les réserves obligatoires, dont le niveau est fixé par les autorités monétaires (à 1 % dans la zone euro depuis le 18 janvier 2012).
Les autorités monétaires peuvent utiliser ce niveau comme un outil monétaire, l'augmentant pour ralentir l'investissement, le baissant pour l'encourager : un niveau élevé restreint de facto les possibilités de prêt des établissements de crédit.
Cet outil est peu utilisé dans les pays développés où les banques centrales utilisent plutôt les taux directeurs (taux pratiqués par la BC à l'occasion d'octroi de prêts de monnaie centrale aux banques commerciales) pour réguler l'investissement : le taux minimal de réserves obligatoires y varie donc peu, et est parfois non contraignant.
L’effet multiplicateur est dans la pratique évalué entre 1 et 3 pour M1, et à des valeurs plus élevées pour M2 et M3.
Par exemple, dans le cas des États-Unis, pour M1, il est évalué en 2007 à 1,5. La Banque centrale européenne (BCE) signale en 2000 que le multiplicateur du crédit M3 a récemment augmenté dans la zone euro, sans en donner la valeur. Le multiplicateur M2 au Japon est évalué à 10 en 2000, en baisse.

## Formalisation
La base monétaire, appelée « monnaie banque centrale » MBC, est le passif de la banque centrale, c’est-à-dire les réserves obligatoires {\displaystyle RO} que les établissements de crédit y ont placées en dépôts, et la monnaie fiduciaire notée {\displaystyle B} qu'elle a émise. Elle est notée {\displaystyle MBC\equiv RO+B}.
Le multiplicateur de crédit macroéconomique, noté {\displaystyle m}, est défini comme {\displaystyle m={\frac {M}{MBC}}}.
Il détermine donc l’étendue de la masse monétaire {\displaystyle M} (au choix M1, M2, ou M3).
On définit {\displaystyle r} le taux de réserves obligatoires, {\displaystyle r={\frac {RO}{D}}} où {\displaystyle D} représente les dépôts à vue (par définition, {\displaystyle B+D=M}).
On a donc simplement {\displaystyle MBC=B+r*D}.
On appelle {\displaystyle b} la propension moyenne des agents non financiers à détenir de la monnaie fiduciaire, soit {\displaystyle b={\frac {B}{M}}}.
Finalement, {\displaystyle m={\frac {M}{B+r*D}}}, donc puisque {\displaystyle {\frac {D}{M}}=1-b}, on obtient {\displaystyle m={\frac {1}{b+r*(1-b)}}}.
{\displaystyle m} multiplicateur du crédit désigne donc le multiplicateur de crédit de l'économie, qui mesure la quantité de monnaie totale présente par rapport à la « monnaie banque centrale ».

Une banque isolée dispose néanmoins d'une capacité de création monétaire
Considérons que la part de marché des autres banques est noté {\displaystyle f}
Le multiplicateur de crédit d’une banque est :
{\displaystyle m={\frac {1}{b+f(1-b)+r(1-b)(1-f)}}}

## Exemples pratiques
Capacité de création monétaire d'une banque prise isolément :
Si la préférence pour les billets est de 12 % des dépôts, que le coefficient de réserves obligatoires est de 4 % et que la part de marché des autres banques est de 90 %, l'application de la formule ci-dessus nous indique que pour des réserves excédentaires disponibles de 1.000 en monnaie centrale, la banque pourra proposer des crédits nouveaux à hauteur de 1.092,28
On a donc dans cet exemple un effet multiplicateur de 1,09.

Capacité de création monétaire d'un système bancaire :
Si la création monétaire est le fait de l’ensemble du système bancaire commercial, et non plus d’une seule banque, il ne reste plus à considérer que la préférence pour les billets de 12 % des dépôts, et le coefficient de réserves obligatoires de 4 %. L’'application de la formule ci-dessus nous indique que pour des réserves excédentaires disponibles de 1.000 en monnaie centrale, le système bancaire pourra proposer des crédits nouveaux à hauteur de 6.443,30
Sur lesquels :
773,20 se retrouveront en monnaie fiduciaire dans le circuit économique
226,80 se retrouvent en réserves obligatoires auprès de la banque centrale
le retour des dépôts dans le système bancaire sera de 5670,1 .
On a donc dans cet exemple un effet multiplicateur de 6,44.

## Critique
Cet effet multiplicateur est parfois suspecté de provoquer un fort accroissement de la masse monétaire, à qui il arrive effectivement de croître à des taux élevés, par exemple à la fin des années 1990 et dans la première moitié des années 2000.

Le prix Nobel d’économie Maurice Allais, relativement isolé dans ce jugement, considérait en 1999 : 

« Dans son essence, la création monétaire ex nihilo actuelle par le système bancaire est identique, je n’hésite pas à le dire pour bien faire comprendre ce qui est réellement en cause, à la création de monnaie par des faux-monnayeurs, si justement condamnée par la loi.
Concrètement elle aboutit aux mêmes résultats. La seule différence est que ceux qui en profitent sont différents. »

 La question de la destination de ce « profit » peut alors se poser.
D’autres économistes ont avant lui critiqué ce système. Ainsi, Ludwig von Mises écrivait en 1912 :

« Ce serait une erreur de croire que l’organisation moderne de l’échange peut continuer ainsi. Elle porte en elle le germe de sa propre destruction ; le développement de la monnaie fiduciaire doit nécessairement mener à son effondrement. »

Murray Rothbard développa des théories proches, insistant sur l’effet inflationniste d’un tel système. Ainsi dans Fractional Reserve Banking, il comparait ce système à de la création « par magie ».
C’était également l'avis d'Irving Fisher qui a proposé dès 1936 le « 100 % monnaie ».
James Robertson et d’autres auteurs altermondialistes souhaitent ramener le processus de création monétaire sous le contrôle de l'État et jugent que le système actuel n'est pas aligné « sur des principes de justice économique et sur les réalités de l’ère de l’information, à tel point que la confiance dans la démocratie même en est sérieusement ébranlée ».
Une solution appelée crédit social ou dividende monétaire préconisée par certains libéraux démocrates et historiquement due à Clifford Hugh Douglas est que toute création de monnaie libre de dette (augmentation de la masse monétaire centrale) soit distribuée à l'ensemble des citoyens de façon parfaitement équitable, et que la monnaie créée par l’emprunt (monnaie temporaire) soit mécaniquement limitée à deux fois la masse monétaire centrale (monnaie permanente).

## Critique du concept
Un nombre croissant de publications académiques,, nuancent voire rejettent aujourd'hui la validité de cette théorie, et avancent que les banques privées n'ont pas besoin de mobiliser des réserves en amont de l'émission d'un crédit. Autrement dit, les banques créent bien de la monnaie en émettant des crédits, mais cette création monétaire n'est pas contrainte par l'existence d'un taux de réserves obligatoires. Il n'y a donc pas non plus d'« effet multiplicateur de crédit ». En effet, le FMI explique : 
Les banques centrales modernes poursuivent des objectifs de taux d'intérêt et doivent fournir autant de réserves que le système bancaire en demande pour ces objectifs. Ce fait va à l'encontre de la très populaire théorie bancaire du multiplicateur de dépôts, qui explique que les banques font des prêts en multipliant à répétition un montant initial de réserves de monnaies (monnaie centrale).
La Banque d'Angleterre explique également : 
La demande de monnaie de base est plus certainement une conséquence qu'une cause de la création de crédit bancaire.
En conclusion, la Banque d'Angleterre affirme :
Certes, la théorie du multiplicateur de monnaie peut être une façon utile d'introduire la monnaie et le fonctionnement des banques dans les manuels d'économie, mais il ne constitue pas une façon correcte de décrire comment la monnaie est créée en réalité. Plutôt que de contrôler la quantité de réserves, les banques centrales mettent en place leur politique monétaire en fixant le prix des réserves, c'est-à-dire par les taux d'intérêt.
Les banques centrales ont en fait une influence indirecte par les taux d'intérêt. Elles contrôlent le montant de monnaie de cette façon et aussi grâce à des normes prudentielles.